# József Nagy (calciatore 1960)
József Nagy (Nádasd, 21 ottobre 1960) è un ex calciatore ungherese, di ruolo centrocampista.

## Palmarès

### Club

#### Competizioni nazionali
- Nemzeti Bajnokság II: 2

Haladás: 1980-1981, 1990-1991